# Игра престола (8. сезона)
Осма и последња сезона фантастичнo-драмске телевизијске серије Игра престола премијерно је приказана на HBO-у у САД 14. априла 2019. и завршена је 19. маја 2019. године, а истовремено је приказивана и на HBO-у у Србији. За разлику од првих шест сезона, које су се састојале од по десет епизода и седме сезоне, која се састојала од седам епизода, осма сезона се састоји од само шест епизода.
Сезона је снимана од октобра 2017. до јула 2018. године и углавном се састоји од оригиналног садржаја који се не налази у серијалу романа Песма леда и ватре Џорџа Р. Р. Мартина, а такође укључује материјал који је Мартин открио шоуранерима о предстојећим романима у серији, Ветрови зиме и Сан о пролећу. Сезону су за телевизију адаптирали Дејвид Бениоф и Д. Б. Вајс.
Сезона је наишла на помешане критике критичара, за разлику од позитивног пријема претходних сезона и најниже је оцењена сезона серије на веб-сајту Rotten Tomatoes. Док су глума, продукција и музика хваљени, критике су углавном биле усмерене на краће трајање сезоне, као и на бројне креативне одлуке које су шоуранери донели у вези са заплетом и причама ликова. Многи коментатори су је сматрали разочаравајућим завршетком серије.
Сезона је добила 32 номинације на 71. додели награда Еми, највише за једну телевизијску сезону у историји. Освојила је 12, укључујући награде за најбољу драмску серију и најбољег споредног глумца у драмској серији за Питера Динклиџа.

## Радња
Последња сезона приказује кулминацију два главна сукоба серије: Великог рата против војске мртвих и Последњег рата за контролу над Гвозденим престолом. У првој половини сезоне, Џон Снежни, Денерис Таргарјен и многи главни ликови састају се у Зимоврелу да би се суочили са мртвима. Током битке, Брен намами Ноћног краља на отворено где га Арја уништава, те се војска Белих ходача распада. У међувремену, Серсеи Ланистер остаје у Краљевој Луци и јача своје снаге да би ухватила ослабљену Денерис у замку. Друга половина сезоне наставља рат за престо док Денерис трпи губитке све док коначно не нападне Краљеву Луку на Дрогону, свом последњем змају. Она побеђује Серсеине снаге, спаљује град и убија Серсеи и њеног брата Џејмија. Денерис се заклиње да ће „ослободити” цео свет као што је ослободила престоницу Вестероса. Не могавши да је одврати од њеног деструктивног пута, Џон је у агонији убија. Дрогон одлети са њеним телом, након што уништи Гвоздени престо својом ватром. Вође Вестероса за краља бирају Брена Старка, који Северу даје независност и именује Тириона за своју десницу. Санса Старк је крунисана за краљицу на Северу. Арја плови на запад, а Џон води дивљане северно од Зида.

## Епизоде
| Бр. еп. (укупно) | Бр. еп. (у сезони) | Наслов                  | Редитељ                    | Сценариста                 | Премијера       | Гледаност у САД (милиони) |
| --- | ------------------ | ----------------------- | -------------------------- | -------------------------- | --------------- | ------------------------- |
| 68 | 1                  | Зимоврел                | Дејвид Натер               | Дејв Хил                   | 14. април 2019. | 11,76                     |
| Када стигну до Зимоврела са својим удруженим војскама, Џон Снежни и Денерис Таргарјен сазнају да је војска мртвих пробила Зид и да Ноћни краљ командује немртвим Висерионом. Северњачке куће и Дол окупљају се у Зимоврелу, али немају поверења у Денерис и сумњају у Серсеино обећање да ће послати трупе. Јурон Грејџој се враћа у Краљеву Луку са Златном четом и намами Серсеи да конзумира њихов савез. Серсеи, преко Кибурна, унајмљује Брона да убије Тириона и Џејмија. Теон Грејџој спасава Јару, која затим креће да поново заузме Гвоздена острва, док се Теон враћа у Зимоврел. Тамо се Џон поново уједињује са Арјом. Џон и Денерис јашу змајеве и продубљују своју везу. Денерис жели да награди Семвела Тарлија што је спасио Џору Мормонта пре него што схвати да је погубила његовог оца и брата. Сем открива Џону да је рођен као Егон Таргарјен и да је прави наследник Гвозденог престола. У седишту куће Амбер, Тормунд и Берик се сусрећу са Едом и другим члановима Ноћне страже. Откривају да су дворани мртви, а разапети Нед Амбер остављен је у виду језиве поруке. Џејми стиже у Зимоврел где га чека Брен. |                    |                         |                            |                            |                 |                           |
| 69 | 2                  | Витез Седам краљевстава | Дејвид Натер               | Брајан Когман              | 21. април 2019. | 10,29                     |
| Џејми открива да Серсеи не жели да испуни своје обећање и придружује им се након што Бријена гарантује за његову част. Џејми се извињава Брену што га је осакатио; Брен одговара да не гаји бес, као и да њих двојица више нису исти људи. Денерис више не верује Тирионовој процени јер је веровао Серсеи, али Џора тражи од ње да опрости Тириону грешке. Наводећи њихову заједничку љубав према Џону, Денерис покушава да задобије Сансино поверење, али Санса јој говори да се Север заклео да више никада неће клекнути пред страним владаром. Теон, Ед, Тормунд и Берик стижу у Зимоврел, а последња тројица извештавају о предстојећем доласку војске немртвих. Брен предлаже да намами Ноћног краља, који намерава да уништи трооког гаврана. Теон и гвозденорођени обећавају да ће заштитити Брена. Арја заводи Џендрија, желећи да доживи то пре него што умру. Џејми формално проглашава Бријену за витеза. Џора не успева да одврати Лијену Мормонт од борбе, а Сем поклања Џори предачки мач куће Тарли. Како се војска мртвих приближава, Џон открива своје право порекло Денерис, која схвата да он има веће право на Гвоздени престо. |                    |                         |                            |                            |                 |                           |
| 70 | 3                  | Дуга ноћ                | Мигел Сапочник             | Дејвид Бениоф и Д. Б. Вајс | 28. април 2019. | 12,02                     |
| Живи се сусрећу са војском мртвих изван Зимоврела. Почетни напад Дотрака је одбијен и Неокаљани су брзо савладани, упркос ватри змајева. Ед гине спашавајући Сема, а преживели се повлаче у замак. Мелисандра пали ватрени ров око Зимоврела да заузстави хорду која напредује. Џон и Денерис се боре са Ноћним краљем на својим змајевима. Немртви нападају Зимоврел, савладавајући браниоце; Лијена Мормонт је убијена, али успева да уништи немртвог џина; Берик умире бранећи Арју, а Мелисандра јој говори шта мора да уради. Јон и Регал обарају Ноћног краља са Висериона, а Денерис и Дрогон га спаљују змајевом ватром без икаквог ефекта. Ноћни краљ подиже убијене војнике Зимоврела и мртве сахрањене у породичној крипти Старкових, који нападају оне који су тамо склони. Немертви обарају Денерис са Дрогона, Џора је смртно рањен бранећи је. Ноћни краљ убија Теона док штити Брена. Арја напада Ноћног краља из заседе својим бодежом од валиријског челика, уништавајући њега, његове Беле ходаче, Висериона и све немртве. Пошто је њена сврха извршена; Мелисандра дозвољава себи да умре од старости. |                    |                         |                            |                            |                 |                           |
| 71 | 4                  | Последњи од Старкових   | Дејвид Натер               | Дејвид Бениоф и Д. Б. Вајс | 5. мај 2019.    | 11,80                     |
| Преживели тугују, спаљују мртве и онда славе своју побједу. Током тмурне гозбе, Денерис подиже расположење легитимишући Џендрија као Баратеона, именујући га за господара Крајолуја. Арја нежно одбија Џендријеву понуду за брак, док Џејми и Бријена постају љубавници. Да би заштитила своје право на престо, Денерис тражи од Џона да сакрије од свих своје право порекло. Брон стиже и прети Џејмију и Тириону, али их поштеди у замену за обећани замак Високи Сад. Џон открива своје право порекло Санси и Арји, заклињући их на тајност. Желећи Џона за краља, Санса говори Тириону, који обавештава Вариса. Арја и Сендор „Псето” Клегани крећу ка Краљевој Луци, желећи освету. Тормунд се враћа на Север са дивљанима, водећи са собом Духа на Џонов захтев. Денерис и њена флота отпловљавају ка Краљевој Луци, док Џон предводи северњачку војску. Код Змајкамена, Јуронова флота напада Денерисину, убијајући Регала скорпионима. Мисандеи је узета као талац, а Денерис размишља да заузме Краљеву Луку користећи змајеву ватру. Варис и Тирион расправљају да ли би Џон био бољи владар од Денерис. Џејми напушта Зимоврел да би се вратио Серсеи, упркос Бријениним молбама да остане. Серсеи одбија Денерисин захтев да се преда и наређује да се Мисандеи убије пред разјареном Денерис и Сивим Црвом. |                    |                         |                            |                            |                 |                           |
| 72 | 5                  | Звона                   | Мигел Сапочник             | Дејвид Бениоф и Д. Б. Вајс | 12. мај 2019.   | 12,48                     |
| Варис подстиче Џона да истакне своје право на престо, али Џон одбија да изда Денерис. Након што Тирион открије Варисову заверу, Деенерис погубљује Вариса змајевом ватром. Џејми је заробљен, али га Тирион ослобађа како би овај могао да убеди Серсеи да преда град, а затим да заједно побегну из Вестероса. Џејми, Арја и Псето се инфилтрирају у Краљеву Луку. Јашући Дрогона, Денерис уништава гвоздену флоту и већину градске одбране, дозвољавајући својој војсци да уђе. Серсеине снаге су брзо савладане и град сигнализује предају. Препуштајући се бесу и лудилу, Денерис сравњује цео град змајском ватром, палећи и војнике и цивиле. Савезничка војска следи њено вођство, убијајући свакога на свом путу, на ужас Тириона и Џона. Џејми убија Јурона, али је смртно рањен. Псето убеђује Арју да одустане од освете против Серсеи и спасе се; потом се супротставља сер Грегору. Браћа, борећи се један против другог, на крају гину при паду са торња у пламен. Серсеи и Џејми се поново удружују, али гину када се Црвена тврђава обруши на њих. Џон позива на повлачење док избезумљени цивили беже од разарања. Арја једва побегне жива. |                    |                         |                            |                            |                 |                           |
| 73 | 6                  | Гвоздени престо         | Дејвид Бениоф и Д. Б. Вајс | Дејвид Бениоф и Д. Б. Вајс | 19. мај 2019.   | 13,61                     |
| Џон је згрожен када Неокаљани погубе заробљене војнике по Денерисином наређењу. Тирион проналази Џејмија и Серсеи мртве у рушевинама. Денерис окупља Неокаљане и Дотраке, објављујући да ће их водити да „ослободе” цео свет. Тирион даје оставку на место краљичине деснице и бива затворен због издаје. Арја и Тирион упозоравају Џона да Денерис представља претњу за њега, кућу Старк и народ. Џон се суочава са Денерис. Неспособан да заустави њен деструктивни пут, Џон је у очају убија. Дрогон, разјарен, топи Гвоздени престо, а затим односи Денерисино тело. Касније, Тирион предлаже да све будуће монархе бирају господари Вестероса, а не да их наслеђују потомци. Брен Старк је проглашен за краља. Он даје Северу независност и именује Тириона за своју десницу. Џон је осуђен на Ноћну стражу како би се умирили Неокаљани, који испловљавају за Нат, Мисандеину домовину. Тирион реорганизује мало веће – које сада чине Бријена, Брон, Давос и Сем – да би обновио Краљеву Луку. Подрик је проглашен витезом. Санса је крунисана за краљицу на Северу. Арја испловљава да истражи непознате земље западно од Вестероса. Џон се придружује Тормунду и Духу у Црном замку, водећи дивљане северно од Зида.                                                                                            |                    |                         |                            |                            |                 |                           |

## Улоге
| - Питер Динклиџ као Тирион Ланистер - Николај Костер Волдо као Џејми Ланистер - Лина Хиди као Серсеи Ланистер - Емилија Кларк као Денерис Таргарјен - Кит Харингтон као Џон Снежни - Софи Тарнер као Санса Старк - Мејси Вилијамс као Арја Старк - Лијам Канингам као Давос Сиворт - Натали Емануел као Мисандеи - Алфи Ален као Теон Грејџој - Џон Бредли као Семвел Тарли | - Ајзак Хемпстед Рајт као Брен Старк - Гвендолин Кристи као Бријена од Опорја - Конлет Хил као Варис - Рори Макан као Сендор „Псето” Клегани - Џером Флин као Брон - Кристофер Хивју као Тормунд Џиноубица - Џо Демпси као Џендри - Џејкоб Андерсон као Сиви Црв - Ијан Глен као Џора Мормонт - Хана Мари као Гили - Карис ван Хаутен као Мелисандра |